# Les Survivants (film, 1993)
Pour les articles homonymes, voir Les Survivants et Alive.
 (juin 2019).
Si vous disposez d'ouvrages ou d'articles de référence ou si vous connaissez des sites web de qualité traitant du thème abordé ici, merci de compléter l'article en donnant les références utiles à sa vérifiabilité et en les liant à la section « Notes et références ».
Pour plus de détails, voir Fiche technique et Distribution.

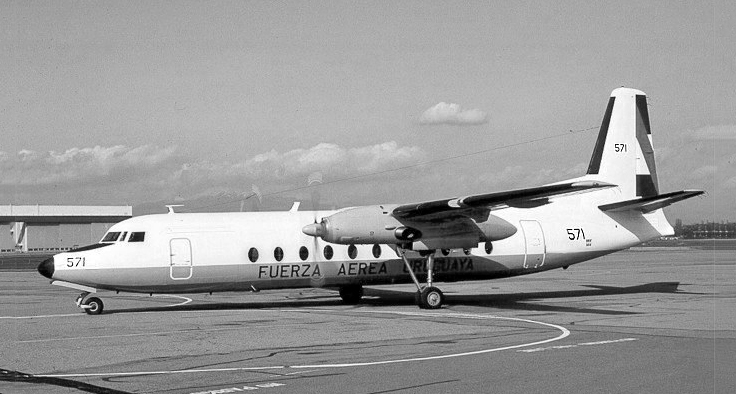
Une réplique du Fairchild FH-227D uruguayen qui s'est écrasé dans les Andes en octobre 1972. Trois autres coques ont été repeintes pour le tournage du film Les survivants. Une partie des plans du film a été tournée en Colombie-Britannique (Canada), et bien que la photo semble dater de 1972, à cause de ses effets trompeurs, l'avion pris en photo est en fait sur l'aéroport international de Vancouver, en 1993 ; on peut d'ailleurs apercevoir le mont Seymour au loin en arrière-plan.

Les Survivants (Alive) est un film américain réalisé par Frank Marshall et sorti en 1993. Il s’agit de l’adaptation du best-seller du même nom de Piers Paul Read, qui relate l'accident du vol Fuerza Aérea Uruguaya 571 dans la cordillère des Andes en s'appuyant sur les témoignages des survivants de cette catastrophe aérienne qui a causé la mort de vingt-neuf personnes et n'a connu que seize survivants.

## Synopsis
Une série de photographies montrant l'équipe de rugby Old Christians à l'entraînement. Carlitos Páez explique que ces photos ont été prises par son père et en profite pour présenter l'équipe : lui plus jeune, Alex Morales, Felipe Restano, Nando Parrado et Antonio Balbi. Carlitos raconte ensuite l'accident d'avion qui eut lieu le vendredi 13 octobre 1972. Dans un monologue, il explique que c'est grâce à leur courage et à leur ténacité qu'ils ont pu survivre dans les montagnes. C'est également à cette occasion qu'il saisit qui est vraiment Dieu.
En ce jour de 1972, le vol 571 Fuerza Aérea Uruguaya survole les Andes. L'avion transporte 47 personnes : l'équipe de rugby, leurs familles et leurs amis. Une vingtaine de minutes avant l'atterrissage, l'avion va connaître quelques difficultés pour survoler correctement les glaciers des montagnes environnantes. En raison d'une erreur de calcul, la tentative de survol d'un pic de montagne inconnu échoue, et, en une fraction de seconde, l'avion entre en collision avec celui-ci.
Tout d'abord, l'aile droite et la queue de l'avion heurtent les rochers et se détachent. Puis, l'aile gauche heurte une autre pointe et se détache à son tour. Six passagers, toujours dans leurs sièges et attachés, sont arrachés de l'avion par la succion extrême que provoque la rupture de la carlingue en plein air. Le reste du fuselage glisse rapidement sur une pente de la montagne avant d'arriver à un arrêt complet. Nando est projeté en avant contre la paroi de la cabine, se cogne la tête et tombe dans le coma. L'impact de l'accident final tue l'un des pilotes et blesse mortellement le copilote. Passé le premier soulagement de se voir vivant, Antonio se retourne pour voir son coéquipier, Alex, mort à côté de lui. Roberto Canessa, 19 ans, un étudiant en médecine, est le premier à agir et à aider les blessés. Federico Aranda a subi une profonde entaille à la jambe gauche mais soutient que sa blessure n'est pas grave. Gustavo trouve un vieux couple recroquevillé sur les bagages, mort. Canessa soigne les blessures graves à la tête de Felipe avec des feuilles que lui donne Gustavo pour aider les autres passagers. Federico rampe vers Mme Alfonsín, dont les jambes se sont inextricablement emmêlées dans les sièges derrière elle lors du crash, pour la réconforter et lui offrir un soutien moral. Antonio et Roy Harley arrachent quelques sièges pour finalement trouver Alberto, grièvement blessé, mais vivant. Pablo Monteiro montre à Gustavo un morceau de métal qui dépasse de son ventre ; n'ayant pas les outils anesthésiques ou chirurgicaux appropriés, Gustavo le distrait et tire la barre à mains nues. La mère de Nando, Eugénie, est retrouvée morte et sa dépouille est transportée à l'extérieur. Susana, dans un état de choc, appelle sa mère morte, en disant qu'elle veut rentrer à la maison, tandis que Canessa bande sa tête. En tout, douze personnes meurent le jour de l'accident.
Au coucher du soleil, les survivants commencent à se préparer pour la nuit. Canessa découvre que les housses de siège peuvent être désolidarisées de ceux-ci et utilisées comme couvertures. Les survivants se mettent à l'abri à l'intérieur du fuselage et se serrent les uns aux autres pour rester au chaud. Antonio et Roy colmatent la déchirure à l'extrémité de la carlingue avec des bagages. Mme Alfonsín, toujours coincée sous le poids écrasant des sièges derrière elle, se plaint qu'elle souffre énormément et qu'elle agonise. Carlitos lui enjoint de se taire. Au matin, lorsqu'elle est retrouvée morte, il se sent responsable de sa mort et de lui avoir ôté tout espoir. Rongé par la culpabilité, il se tourne alors vers la prière.
Antonio institue un rationnement lorsque les survivants trouvent une boîte de chocolats et une caisse de vin. Mais ceci n'est pas respecté par tous les survivants, et très en colère, Antonio exige de savoir qui lui a désobéi et mis ainsi en danger leur survie collective. Malgré cela, ils continuent à reconnaître son autorité en tant que capitaine de l'équipe. Il consacre ses heures à l'écoute de la radio remise en état de marche, afin de connaître l'avancement des recherches effectuées pour les sauver. Il est dévasté lorsqu'il apprend que les recherches sont interrompues au bout de cinq jours par les autorités en raison de la trop grande difficulté que leur mise en œuvre représente.
Pendant ce temps, Nando qui était dans le coma et considéré comme une cause perdue par presque tout le monde, est réanimé par les soins attentionnés de deux de ses coéquipiers. Il est alors anéanti par la nouvelle de la mort de sa mère et se met à veiller sur sa sœur. Voyant qu'elle va mourir de ses blessures quelques jours plus tard, il se jure de trouver un moyen de sortir de la montagne, à pied. Lorsque Canessa lui rappelle qu'il aura besoin de nourriture pour un voyage si long et hasardeux et que celle-ci fait défaut, Nando décide d'entreprendre son périple le plus tôt possible.
À la suite d'un grand débat, les autres passagers décident de manger la chair de leurs compagnons morts pour survivre : Canessa ouvre la jambe d'un des cadavres avec un morceau de verre trouvé par Moncho, extrait de la chair et la mange. Chacun son tour, les survivants se repaissent de la chair de la dépouille. Enfin plus ou moins nourris, une équipe de passagers se lance en éclaireurs à la recherche de la queue de l'avion dans l'espoir de trouver des batteries pour l'émetteur radio qui se trouvait dans la cabine de pilotage. L'équipe trouve des morceaux de l'épave ainsi que plusieurs cadavres et revient pour annoncer que la queue de l'avion est probablement un peu plus loin. Une deuxième équipe, composée de Nando, Canessa et Tintin, finit par la trouver, met la main sur les batteries, mais celles-ci s'avèrent trop lourdes pour être ramenées jusqu'au reste de l'avion. Ils retournent alors chercher Roy qui vient avec eux vers la queue où les batteries sont testées, mais sans succès. L'équipe rentre alors désemparée vers la carcasse du fuselage.
Plusieurs jours plus tard, une avalanche déferle sur la carcasse de l'avion et l'emplit de neige. Certains parviennent à s'en extraire ; la plupart des passagers sont sauvés, mais huit personnes sont étouffées ou gelées à mort par l'avalanche, y compris Antonio. Nando convainc Canessa que leur seul espoir de survie collective est de sortir de la montagne, coûte que coûte. Ils se mettent alors en route avec Tintin afin de chercher de l'aide. Après plusieurs jours de voyage, leurs provisions s'épuisent ; ils renvoient Tintin en arrière du fuselage pour récupérer ses rations de nourriture. Enfin, après un périple de 10 jours, Nando et Canessa réussissent à sortir du massif montagneux. Ils sont secourus par un berger qui va alerter les autorités de la première localité dans la vallée et ils peuvent alors signaler le lieu du crash. Des hélicoptères récupérent leurs 14 compagnons d'infortune encore en vie.
En épilogue, Carlitos raconte comment une fois hors de danger, les survivants retournent sur le site de l'accident pour enterrer sous un tas de pierres les corps sans sépulture de leurs compagnons décédés, tas qu'ils marquent d'une croix à environ un demi-mile du lieu du crash.

## Fiche technique
- Titre original : Alive
- Titre français : Les Survivants
- Réalisation : Frank Marshall
- Scénario : John Patrick Shanley, d'après le best-seller de Piers Paul Read
- Photographie : Peter James
- Montage : Michael Kahn et William Goldenberg
- Musique : James Newton Howard
- Production : Kathleen Kennedy et Robert Watts
- Sociétés de production : Touchstone Pictures, Paramount Pictures et The Kennedy/Marshall Company
- Société de distribution : Paramount Pictures
- Budget : 32 millions de dollars[réf. nécessaire]
- Pays de production :  États-Unis
- Langue originale : anglais
- Durée : 120 minutes
- Genres : catastrophe, drame biographique, de survie
- Dates de sortie :
  - États-Unis : 15 janvier 1993
  - France : 21 avril 1993
- Classification :
  - États-Unis : Rated R for crash scenes too intense for unaccompanied children (Les mineurs (17 ans et moins) doivent être accompagnés d'un adulte pour des raisons de scènes de crash trop intenses).
  - France : tous publics avec avertissement

## Distribution

### Les survivants

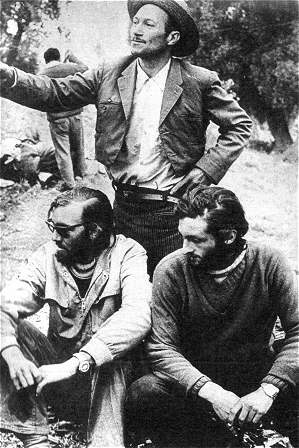
Le berger chilien, Sergio Catalán (debout) et les véritables survivants : Nando Parrado et Roberto Canessa (assis)

Les noms des personnes décédées n'ont pas été conservés pour le film, à trois exceptions notables : Eugenia et Susana Parrado (mère et sœur de Nando Parrado), et Liliana Methol (épouse de Javier Methol).
- Ethan Hawke (VF : Mathias Kozlowski) : Fernando « Nando » Parrado
- Josh Hamilton (VF : Damien Boisseau) : Roberto Canessa
- John Haymes Newton (VF : Vincent Violette) : Antonio « Tintin » Vizintin
- Bruce Ramsay (VF : Bertrand Liebert) : Carlos Páez Rodríguez (Carlitos)
  - John Malkovich (VF : Gérard Rinaldi) : Carlos Páez Rodríguez, âgé ; le narrateur
- David Kriegel (en) (VF : Tanguy Goasdoué) : Gustavo Zerbino
- Jack Noseworthy : Roberto « Bobby » Francois
- Kevin Breznahan (en)  (VF : Ludovic Baugin)  : Roy Harley
- David Cubitt : Adolfo « Fito » Strauch
- Gian DiDonna : Eduardo Strauch
- John Cassini (en) : Daniel Fernandez
- Richard Ian Cox : Ramon « Moncho » Sabella
- Nuno Antunes : Alvaro Mangino
- Gordon Currie : Jose Luis « Coche » Inciarte
- Sam Behrens : Javier Methol
- Michael Tayles : Pancho Delgado
- Steven Shayler : José Pedro Algorta

### Les morts
- Michael Sicoly : le pilote de l'avion
- Jerry Wasserman : le copilote de l'avion
- Tony Morelli (en) : le lieutenant Ramón Martinez
- José Zúñiga (VF : Eric Missoffe) : Carlos « Fraga » Roque, le mécanicien
- Frank Pellegrino (en) : Ovidio Joaquín Ramírez, le stewart
- Illeana Douglas (VF : Françoise Cadol) : Liliana Methol
- Ele Keats (VF : Barbara Tissier) : Susana Parrado
- Jan D'Arcy (en) : Eugenia Parrado, la mère de Nando
- Danny Nucci : Hugo Diaz
- Vincent Spano (VF : Philippe Vincent) : Antonio Balbi
- Michael de Lorenzo (en) : Rafael Cano
- Josh Lucas (VF : Daniel Lafourcade) : Felipe Restano
- Chad Willett (en) : Pablo Montero
- Michael Woolson : Juan Martino
- Diana Barrington (en) : Mme Alfonsin
- Christian Meoli (en) : Federico Aranda
- Jake Carpenter : Alberto Antuna
- Silvio Pollio : Alex Morales
- Jason Gaffney : Victor Bolarich
- Seth James Arnett : Tomas Alonso
- Aurelio Dinunzio : Dr Solana
- Fiona Roeske : Mme Solana
- Patrick Ramano : Jorge Armas

## Production
Le tournage a lieu de mars à juin 1992 en Colombie-Britannique au Canada, notamment à Vancouver (North Shore Studios...), Windermere, Burnaby (The Bridge Studios).

## Commentaires
Plusieurs écarts existent avec le récit des survivants rapporté par Piers Paul Read :
- la découverte des cadavres (notamment des passagers et des membres d'équipage happés dans le vide lors de la chute de la queue), au cours d'expéditions initiales vers la queue ou l'aile de l'avion, n'est pas montrée dans le film ;
- l'expédition de dix jours effectuée par Nando Parrado, Roberto Canessa et partiellement par Antonio (Tintin) Vinzinti est raccourcie et romancée. Le paysage montré dans le film permet de voir les Andes : or, le site de l'accident est entouré de hautes montagnes, masquant l'horizon). Le trajet réel est marqué par une ascension de quatre jours (au terme de laquelle Tintin est encouragé par ses deux compagnons à faire demi-tour pour leur permettre de disposer de rations plus importantes) en restant en vue du site de l'écrasement : le film ne montre pas cette ascension, mais insiste sur une chute spectaculaire de Nando Parrado (qui n'est rapportée ni par Piers Paul Read, ni par Nando Parrado lui-même dans l'ouvrage qu'il écrira en 2002). Aucune eau stagnante n'est découverte pendant les dix jours d'expédition des deux marcheurs : or un premier lac est montré dans le film en cours de route, puis un deuxième au terme de l'expédition ;
- la rencontre avec le premier humain de leur expédition (le berger Sergio Catalán), au bord de la rivière Azufre, n'est pas reproduite dans le film ;
- l'arrivée des hélicoptères de secours s'effectue dans la réalité par mauvais temps et avec Parrado seul (Canessa n'étant pas en état physique de venir). Les scènes de sauvetage et de récupération ne sont pas reproduites dans le film ;
- la pression subie par les survivants due aux médias (dès les fermes de Los Maintenes, le lendemain du sauvetage de Nando Parrado et Roberto Canessa), n'est pas montrée dans le film. La controverse liée à la consommation des corps n'est pas non plus évoquée ;
- la dernière image du film montre une croix en haut d'une montagne. Or, le site commémoratif et la croix se trouvent sur le site de l'écrasement, donc en bas du cirque montagneux dont les survivants ont été prisonniers, et non sur une arête sommitale. Le site est référencé sur Googlemap « Memorial e Cruz Mestre ».

## Documentaire
Le documentaire Alive: 20 Years Later (en), réalisé par Jill Fullerton-Smith, accompagne la sortie du long métrage. Il est diffusé aux États-Unis sur CBS le 30 janvier 1993.